# Фёдорова, Нина Ивановна
Ни́на Ива́новна Фёдорова (17 [30] декабря 1907, с. Белокоровичи, Житомирская область — 30 января 1993, г. Киев) — советская и украинская художница-керамистка.

## Биография
В 1924 году окончила школу-семилетку в Коростене, два года училась в профтехшколе г. Житомире по специальности керамика. Окончила Киевский институт керамики и стекла (1930), работала в экспериментальной мастерской при Киевском государственном музее украинского искусства на территории Киево-Печерской лавры. С 1946 года возглавляла Экспериментальные мастерские художественной керамики Института архитектуры АСиА УССР, с 1963 года — в Киевском зональном научно-исследовательском институте экспериментального проектирования жилых и общественных зданий (КиевЗНИИЭП).

## Творчество
Майоликовая декоративная посуда, керамика для архитектурных сооружений Киева: ковровая композиция из 600 тарелок — диаметром от 10 см до 1,5 м на стене в ресторане «Днепр» (1964, архитектор Н. Б. Чмутина, художники Н. Фёдорова, А. Шарай, Г. Зубченко, О. Грудзинская, гончар Ф. Алексеенко), стена в гостинице «Днепр» (1970), панно в ресторане «Метро» (1970, в соавторстве с А. Г. Шарай), оформление станций метро «Крещатик» (1960, творческая группа: архитектор Н. С. Коломиец, технолог Н. И. Фёдорова, художница О. А. Грудзинская, исполнитель А. Г. Шарай) и др.
Соавтор книг (совместно с П. Н. Мусиенко) «Производство художественной майолики» (1948), «Омелян Железняк» (1970) и др.

## Изображения

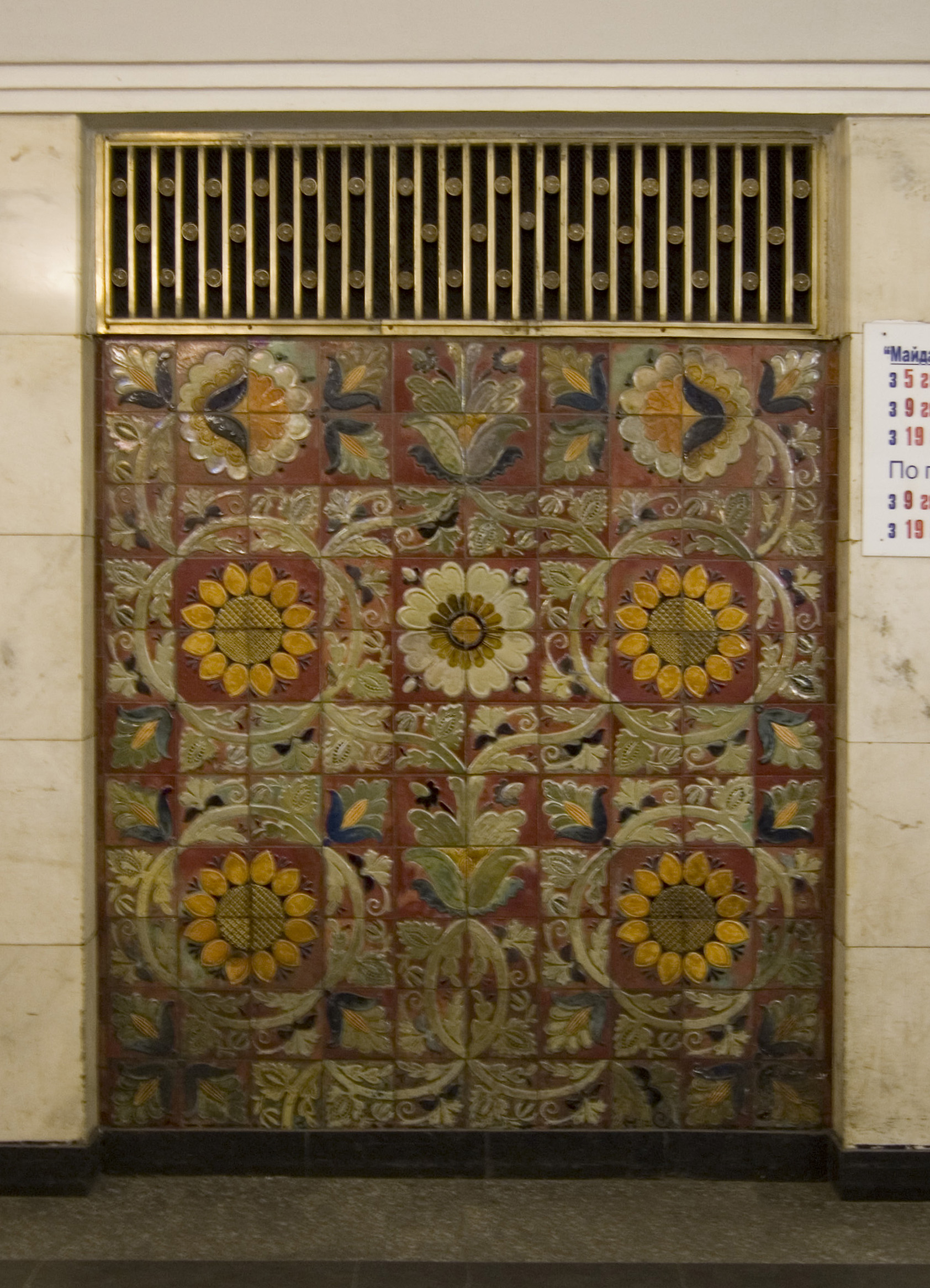
Майоликовые панно на станции метро «Крещатик»